# Liste des sénateurs de la Marne
 (signalé en mai 2025).
Si vous disposez d'ouvrages ou d'articles de référence ou si vous connaissez des sites web de qualité traitant du thème abordé ici, merci de compléter l'article en donnant les références utiles à sa vérifiabilité et en les liant à la section « Notes et références ».
- Archive Wikiwix
- Bing
- Cairn
- DuckDuckGo
- E. Universalis
- Gallica
- Google
- G. Books
- G. News
- G. Scholar
- Persée
- Qwant
- (zh) Baidu
- (ru) Yandex
- (wd) trouver des œuvres sur Wikidata

## Conseil des Anciens (1795-1799)
- Nicolas Louis de Salligny (1736-1819)

## IIIeRépublique
- Alfred Boissonnet de 1876 à 1879
- Simon Dauphinot de 1876 à 1888
- Désiré Médéric Le Blond de 1879 à 1886
- Victor Diancourt de 1886 à 1906
- Camille Margaine de 1888 à 1893
- Alfred Poirrier de 1894 à 1898
- Ernest Vallé de 1898 à 1920
- Léon Bourgeois de 1905 à 1925
- Ernest Monfeuillart de 1906 à 1933
- Henry Merlin de 1920 à 1940
- Ernest Haudos de 1925 à 1933
- Jean Jacquy de 1933 à 1940
- Henri Patizel de 1933 à 1940

## IVeRépublique
- Alcide Benoît de 1946 à 1948
- Roger Menu de 1946 à 1959
- Marcel Lemaire de 1948 à 1959

## VeRépublique

### Mandat 1959-1965
| Nom            | Parti | Parti | Autres mandats |
| -------------- | ----- | ----- | --- |
| Marcel Lemaire |       | CNIP  | Maire de Saint-Thierry (1938-1985) |
| Roger Menu     |       | MRP   | Maire d'Épernay (1948-1970) et conseiller général d'Épernay (1949-1967)                                                                         |
| Robert Soudant |       | MRP   | Président du Conseil général de la Marne (1964-1972), maire de Sommepy-Tahure (1944-1973) et conseiller général de Ville-sur-Tourbe (1945-1976) |

### Mandat 1965-1974
| Nom            | Parti | Parti | Autres mandats |
| -------------- | ----- | ----- | --- |
| Marcel Lemaire |       | CNIP  | Maire de Saint-Thierry (1938-1985) |
| Roger Menu     |       | CD    | Maire d'Épernay (1948-1970) et conseiller général d'Épernay (1949-1967)                                                                         |
| Robert Soudant |       | CD    | Président du Conseil général de la Marne (1964-1972), maire de Sommepy-Tahure (1944-1973) et conseiller général de Ville-sur-Tourbe (1945-1976) |

1. ↑  Jean Collery (UCDP) le remplace, à la suite de son décès le 19 août 1970. Il était maire d'Ay (1959-1976) et conseiller général d'Ay (1958-1976).

### Mandat 1974-1983
| Nom               | Parti | Parti | Autres mandats                                                                              |
| ----------------- | ----- | ----- | ------------------------------------------------------------------------------------------- |
| Jean Amelin       |       | RPR   | Maire de Fère-Champenoise (1971-1983) et conseiller général de Fère-Champenoise (1967-1979) |
| Marcel Lemaire    |       | CNIP  | Maire de Saint-Thierry (1938-1985)                                                          |
| Maurice Prévoteau |       | CDP   | Président du Conseil général de la Marne (1973-1982) et maire de Bourgogne (1953-1997)      |

1. ↑  Il remplace Jean Collery (UCDP), à la suite du décès de celui-ci le 18 mars 1976.

### Mandat 1983-1992
| Nom            | Parti | Parti | Autres mandats |
| -------------- | ----- | ----- | --- |
| Jean Amelin    |       | RPR   | Maire de Fère-Champenoise (1971-1983) |
| Jacques Machet |       | UDF   | Maire de Jonchery-sur-Suippe et conseiller général de Suippes (1973-1998)                                                                 |
| Albert Vecten  |       | UDF   | Président du Conseil général de la Marne (1982-2003), maire de Muizon (1953-1989) et conseiller général de Ville-en-Tardenois (1964-2004) |

### Mandat 1992-2001
| Nom            | Parti | Parti | Autres mandats                                                                                               |
| -------------- | ----- | ----- | --- |
| Jean Bernard   |       | RPR   | Maire de Vitry-le-François (1971-1989) et conseiller général de Vitry-Ouest (1973-1998)                      |
| Jacques Machet |       | UDF   | Maire de Jonchery-sur-Suippe et conseiller général de Suippes (1973-1998)                                    |
| Albert Vecten  |       | UDF   | Président du Conseil général de la Marne (1982-2003) et conseiller général de Ville-en-Tardenois (1964-2004) |

### Mandat 2001-2011
| Nom                 | Parti | Parti | Autres mandats                                                  |
| ------------------- | ----- | ----- | --------------------------------------------------------------- |
| Yves Détraigne      |       | UDF   | Maire de Witry-lès-Reims                                        |
| Jean-Claude Étienne |       | RPR   | Président du Conseil régional de Champagne-Ardenne (1998-2004)  |
| Françoise Férat     |       | UDF   | Maire de Cuchery et conseillère générale de Châtillon-sur-Marne |

1. ↑  Il est remplacé par Mireille Oudit (UMP) à compter du 3 novembre 2010, à la suite de sa nomination au CESE.

### Mandat 2011-2017
| Nom              | Parti | Parti | Autres mandats                                                                            |
| ---------------- | ----- | ----- | ----------------------------------------------------------------------------------------- |
| Yves Détraigne   |       | UDI   | Maire de Witry-lès-Reims                                                                  |
| Françoise Férat  |       | UDI   | Conseiller général de Châtillon-sur-Marne (1992 → 2015) et maire de Cuchery (1992 → 2014) |
| René-Paul Savary |       | UMP   | Président du Conseil général de la Marne et conseiller général de Sézanne                 |

### Mandat 2017-2023
| Nom              | Parti | Parti | Autres mandats                                                                                                 |
| ---------------- | ----- | ----- | --- |
| Yves Détraigne   |       | UDI   | |
| Françoise Férat  |       | UDI   | |
| René-Paul Savary |       | LR    | Ancien président du Conseil départemental de la Marne et conseiller départemental de Sézanne-Brie et Champagne |

### Mandat 2023-2029
| Nom                 | Parti | Parti    | Autres mandats |
| ------------------- | ----- | -------- | -------------- |
| Christian Bruyen    |       | SE       |                |
| Anne-Sophie Romagny |       | UDI      |                |
| Cédric Chevalier    |       | Horizons |                |